# Ian Dewhurst
Ian Dewhurst (né le 13 novembre 1990 à Hornsby) est un athlète australien, spécialiste du 400 m haies.
Il remporte la médaille de bronze lors Universiades de 2013.
Le 6 avril 2014, il établit son record personnel en 49 s 52 à Melbourne.